# Pitcairn
Pitcairn (Wyspy Pitcairn, Henderson, Ducie i Oeno; ang. Pitcairn Islands; Pitcairn, Henderson, Ducie, and Oeno Islands; pitkern Pitkern Ailen) – grupa czterech wysp leżących na Oceanie Spokojnym w Polinezji między Australią a Ameryką Południową, na wyspy składają się Pitcairn (4,53 km²), Henderson (37,3 km²), Ducie (0,7 km²), Oeno (0,65 km²), (trzy ostatnie są niezamieszkane) o łącznej powierzchni 47 km².
Jedyna miejscowość na wyspie i stolica tego terytorium to Adamstown.

## Historia

### Okres osadnictwa polinezyjskiego

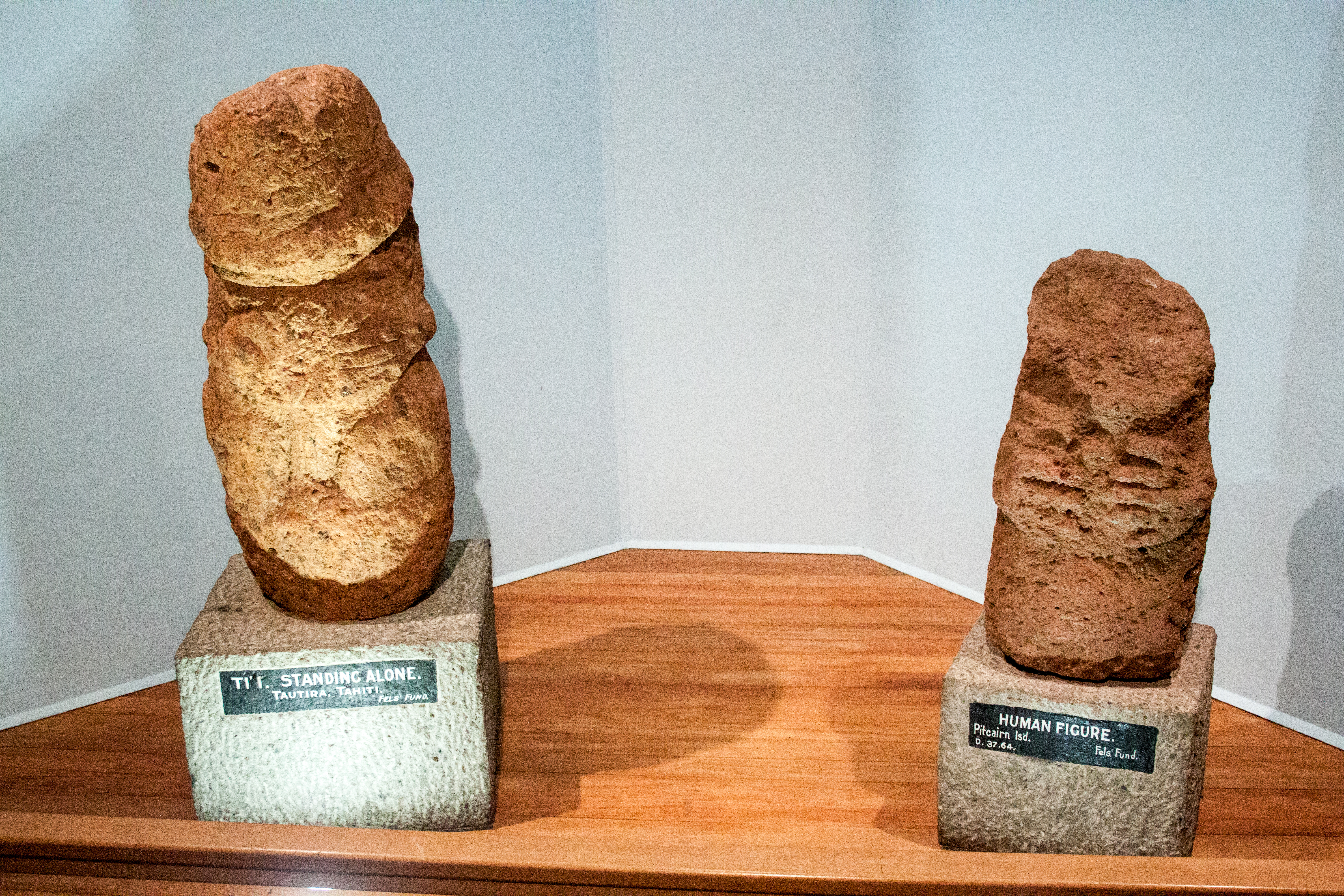
Po prawej figura z Pitcairn

Pierwszymi znanymi osadnikami na wyspach Pitcairn byli Polinezyjczycy, którzy według archeologów docierali na Pitcairn i wyspę Henderson od około X wieku. Pierwsi mieszkańcy, pomimo konieczności pokonywania kilkusetkilometrowych podróży niewielkimi łodziami, wymieniali towary i tworzyli więzi społeczne między innymi wyspami z archipelagu Gambiera. Pomogło to niewielkim populacjom każdej z wysp przetrwać, pomimo ich ograniczonych zasobów. Na skutek wyczerpania się zasobów naturalnych, w tym wylesienia, handel między wyspami zaczął stopniowo zamierać. Około XV wieku na największej wyspie archipelagu Gambiera, Mangarevie, wybuchła wojna domowa, co spowodowało odcięcie małych populacji ludzkich na wyspach Henderson i Pitcairn, ostatecznie doprowadzając do ich wyludnienia. Archeolodzy uważają, że Polinezyjczycy żyli na Pitcairn jeszcze w XV wieku, mimo to wyspy były już niezamieszkane, gdy zostały ponownie odkryte przez Europejczyków.

### Okres osadnictwa europejskiego
Główna wyspa została nazwana na cześć angielskiego żeglarza Roberta Pitcairna, który 3 lipca 1767 spostrzegł po raz pierwszy nieznaną wówczas wyspę.

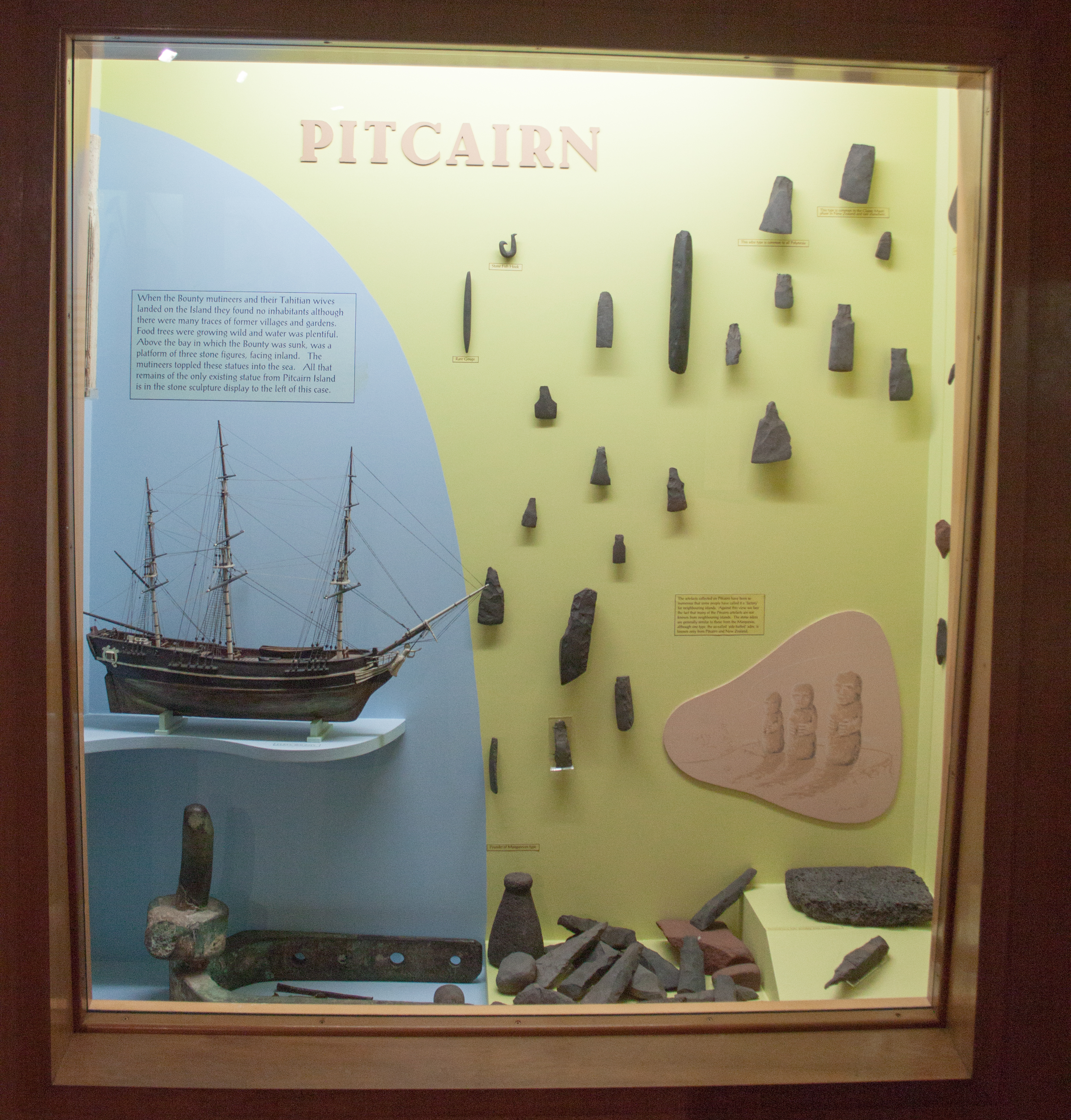
Gablota pamiątkowa

W 1790 do niezamieszkanej jeszcze wyspy dotarła część zbuntowanej załogi angielskiego okrętu Bounty wraz z przywiezionymi z Tahiti kobietami i mężczyznami. Wkrótce po wylądowaniu marynarze spalili statek. Jego wrak został odkryty w 1957 w zatoce Bounty Bay. W ciągu pierwszych trzech lat osadnictwa młoda społeczność doświadczyła poważnych napięć na tle szerzącego się alkoholizmu oraz agresji byłych buntowników. Morderstwa oraz choroby spowodowały, że w 1793 przy życiu pozostało jedynie dwóch dorosłych mężczyzn: John Adams oraz Ned Young. Sytuacja na wyspie ustabilizowała się, liderem społeczności został John Adams, który kierował społecznością zgodnie ze wskazaniami jedynego zachowanego egzemplarza Biblii.
Wyspiarze przekazywali, iż pierwszy statek od czasu przybycia widziano z wyspy dopiero 27 grudnia 1795 r. – nie przybił jednak do brzegu. Następny kontakt nastąpił około 1801, jednak również statek nie przybył do brzegów wyspy. W 1808 do Pitcairn przypłynął amerykański statek wielorybniczy Topaz pod dowództwem Mayhew Folgera, załoga spędziła na lądzie około 10 godzin. Dzięki raportowi Folgera, świat poznał dokładną lokalizację wyspy.
17 września 1814 Thomas Stainesow, który dowodził flotyllą Królewskiej Marynarki Wojennej w sile 2 okrętów: HMS Briton i HMS Tagus odkrył wyspę niezależnie od raportu Folgera. Spośród buntowników w owym czasie przy życiu pozostawał tylko John Adams, który jednak otrzymał amnestię za udział w buncie w 1790.

### Kolonia brytyjska

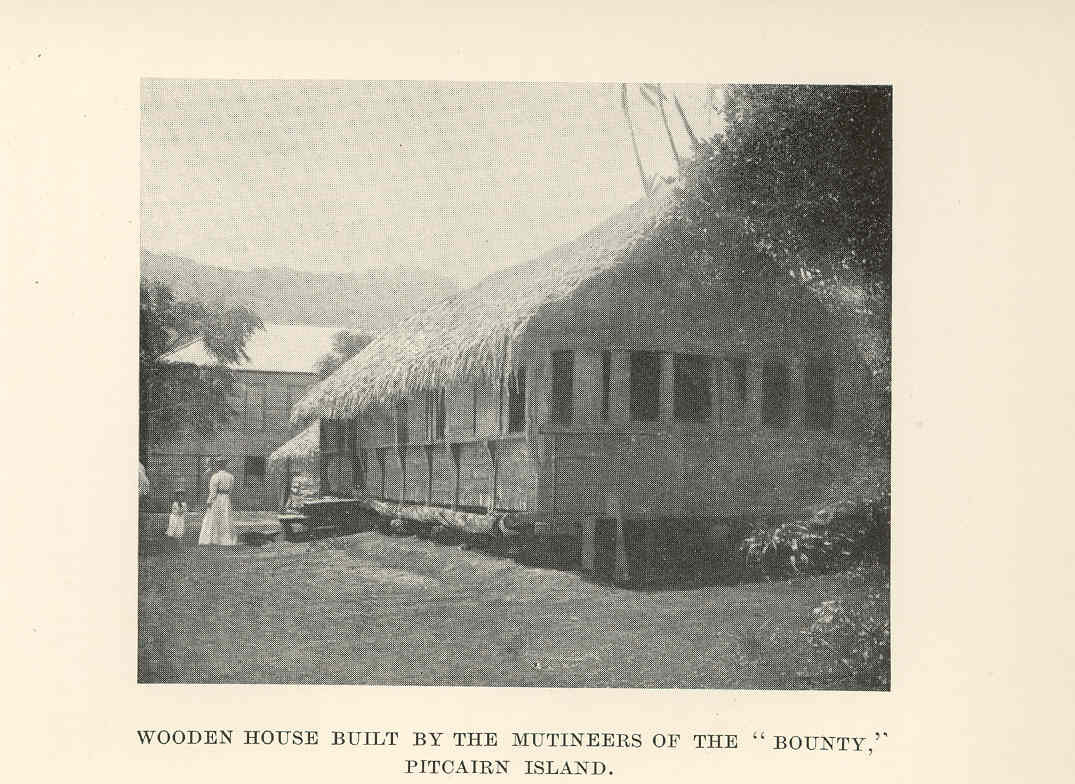
Drewniany dom

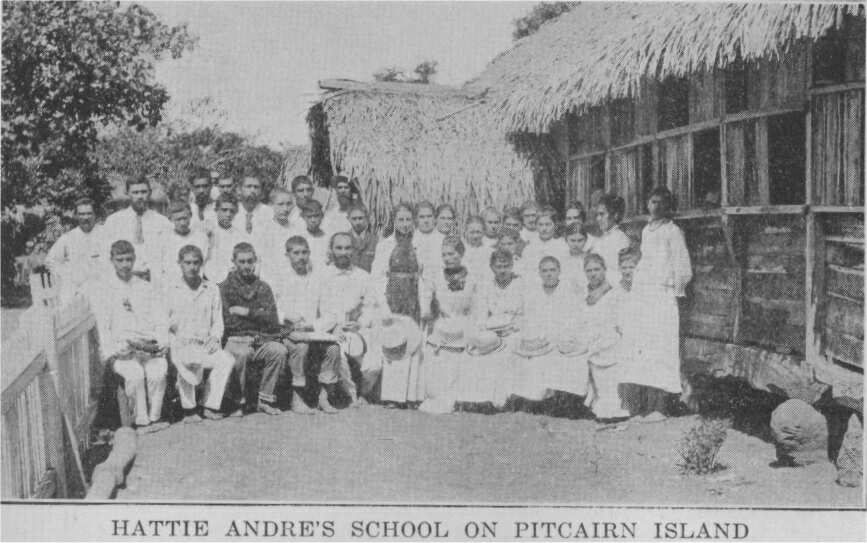
Szkoła

30 listopada 1838 Pitcairn przeszła pod jurysdykcję brytyjską. W połowie XIX wieku liczba mieszkańców Pitcairn dochodziła do dwustu osób, co groziło przeludnieniem. Wykorzystując pomoc rządu brytyjskiego, mieszkańcom zaoferowano przesiedlenie na niedawno zlikwidowaną kolonię karną na wyspie Norfolk. 3 maja w 1856 całość populacji Pitcairn w liczbie 196 mieszkańców wypłynęła w 5-tygodniową podróż na Norfolk, jednakże po 18 miesiącach część byłych mieszkańców, kierując się głównie sentymentem, postanowiła powrócić na Pitcairn. W ciągu kolejnych 5 lat dołączyło do niej następnych 27 osób. Odtworzona niewielka społeczność Pitcairn weszła w okres pogłębiającej się izolacji. Pomimo wielu trudności liczba mieszkańców osiągnęła w 1881 96 osób. Niewielkie ilości narzędzi, ubrań oraz innych niezbędnych do funkcjonowania wyspiarzy przedmiotów trafiały na wyspę dzięki nielicznym statkom cumującym przy wyspie w celu uzupełnienia wody lub pożywienia. W 1886 amerykański kaznodzieja John Tay w ciągu kilku miesięcy przekonał wszystkich mieszkańców Pitcairn do przejścia na adwentyzm. W 1902 Wielka Brytania dokonała aneksji wysp Henderson (1 maja), Oeno (10 maja) oraz Ducie (19 grudnia), a w 1938 połączyła je wraz z Pitcairn, w jeden organizm zwany od tego momentu jako Wyspy Pitcairn, Henderson, Ducie i Oeno.
W 1904 R. T. Simons, brytyjski konsul na Tahiti, złożył pierwszą wizytę na Pitcairn i stwierdził, że system parlamentarny jest zbyt uciążliwy dla małej społeczności. Przywrócił uświęcone tradycją stanowisko Głównego Sędziego i dwie komisje zajmujące się sprawami wewnętrznymi i zewnętrznymi (to znaczy morskimi). Wszystkie stanowiska zostały poddane wyborom i utworzono dodatkowy urząd sekretarza-skarbnika. Co więcej, na wyspie wprowadzono pierwszy podatek – opłatę licencyjną za posiadanie broni palnej, która do 1968 r., kiedy wprowadzono licencje na pojazdy samochodowe, była jedynym podatkiem Pitcairn.
W 1914 po otwarciu kanału Panamskiego zwiększyła się liczba statków odwiedzających wyspę, co było związane z powstaniem nowej drogi morskiej w kierunku Nowej Zelandii i Australii.
W lutym 1971 oficjalną wizytę na wyspie złożył książę Filip, który przypłynął na pokładzie HMY Britannia. Był to dotychczas jedyny członek brytyjskiej rodziny królewskiej, który wizytował na wyspie.

### Afery pedofilskie
Na przełomie wieków XX i XXI na jaw wyszły zwyczaje seksualne społeczności Pitcairn, których mieszkańcy bronią jako zgodnych z tradycją polinezyjską, ale z punktu widzenia prawa brytyjskiego są one uznawane za pedofilię. Według niektórych komentatorów, burzliwe początki tej społeczności również miały wpływ na stosunek do seksualności. Doniesienia ofiar doprowadziły w 2004 do procesu karnego, w którym sześciu mężczyzn (w tym ówczesnego burmistrza Steve'a Christiana)  oskarżono o molestowanie nieletnich. Wszyscy oskarżeni zostali skazani i w latach 2006–2010 odbyli kary więzienia na wyspie. Kolejnym epizodem afery pedofilskiej było oskarżenie w 2010 burmistrza wyspy Mike'a Warrena o posiadanie na prywatnym komputerze około 1000 zdjęć nieletnich. W 2016 sąd uznał Warrena za winnego stawianych mu zarzutów.

## Demografia
Ludność Pitcairn stanowią potomkowie pierwszych Brytyjczyków z okrętu HMS Bounty oraz towarzyszących im Tahitańczyków.

### Język
Mieszkańcy wyspy posługują się językiem angielskim oraz językiem pitkarnyjskim, który należy do kategorii języków kreolskich i jest mieszanką XVIII-wiecznego języka angielskiego oraz tahitańskiego. Oprócz Pitcairn jest również głównym językiem używanym na wyspie Norfolk.

### Edukacja

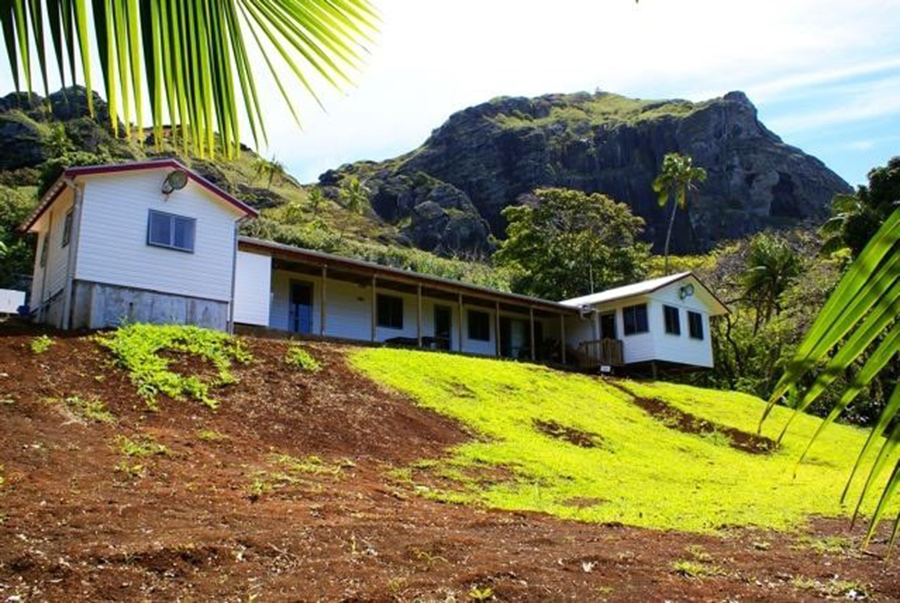
Szkoła w Pitcairn

Edukacja jest bezpłatna i obowiązkowa dla dzieci w wieku od pięciu do szesnastu lat. Dzieci do 12. roku życia uczą się na wyspie, podczas gdy dzieci w wieku 13 lat i starsze uczęszczają do szkoły średniej w Nowej Zelandii lub kształcą się w szkole korespondencyjnej. Szkoła w Pitcairn zapewnia edukację przedszkolną i podstawową w oparciu o program nauczania obowiązujący w Nowej Zelandii, rozszerzony o naukę języka pitkarnyjskiego oraz historii wyspy. Nauczyciel z Nowej Zelandii przebywający na wyspie jest mianowany przez gubernatora na roczną kadencję (z możliwością przedłużenia). W XXI w. większość młodzieży opuszczającej Pitcairn w celach edukacyjnych nie decyduje się na powrót, co jest głównym czynnikiem depopulacji wyspy. W 2024 roku na Pitcairn nie było dzieci w wieku szkolnym, z tego powodu działalność szkoły została zawieszona.

### Populacja
Szczyt populacji na Pitcairn przypadł na 1936, kiedy to wyspę zamieszkiwało 250 osób. Od tego czasu liczba mieszkańców spada, głównie z powodu migracji do Nowej Zelandii.
Tabela przedstawiająca liczbę ludności Pitcairn w latach 1790–2023:
| Rok  | Populacja | Rok  | Populacja | Rok  | Populacja | Rok  | Populacja | Rok  | Populacja | Rok  | Populacja |
| ---- | --------- | ---- | --------- | ---- | --------- | ---- | --------- | ---- | --------- | ---- | --------- |
| 1790 | 27        | 1880 | 112       | 1970 | 96        | 1992 | 54        | 2002 | 48        | 2012 | 48        |
| 1800 | 34        | 1890 | 136       | 1975 | 74        | 1993 | 57        | 2003 | 59        | 2013 | 56        |
| 1810 | 50        | 1900 | 136       | 1980 | 61        | 1994 | 54        | 2004 | 65        | 2014 | 56        |
| 1820 | 66        | 1910 | 140       | 1985 | 58        | 1995 | 55        | 2005 | 63        | 2015 | 50        |
| 1830 | 70        | 1920 | 163       | 1986 | 68        | 1996 | 43        | 2006 | 65        | 2016 | 49        |
| 1840 | 119       | 1930 | 190       | 1987 | 59        | 1997 | 40        | 2007 | 64        | 2017 | 50        |
| 1850 | 146       | 1936 | 250       | 1988 | 55        | 1998 | 66        | 2008 | 66        | 2018 | 50        |
| 1856 | 0         | 1940 | 163       | 1989 | 55        | 1999 | 46        | 2009 | 67        | 2023 | 35        |
| 1859 | 16        | 1950 | 161       | 1990 | 59        | 2000 | 51        | 2010 | 64        |      |           |
| 1870 | 70        | 1960 | 126       | 1991 | 66        | 2001 | 44        | 2011 | 67        |      |           |

### Religia

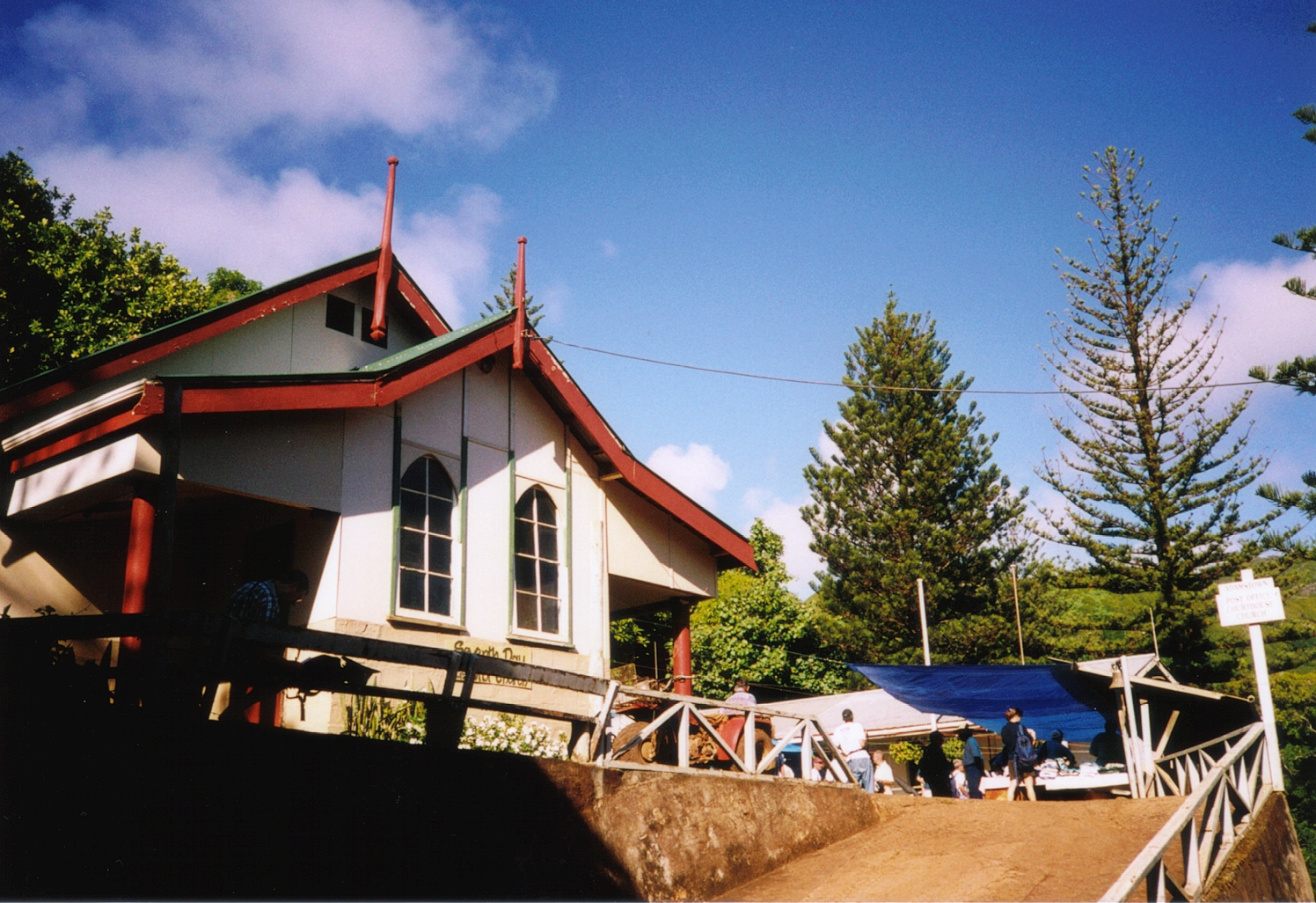
Kościół w Adamstown

- Kościół Adwentystów Dnia Siódmego: 100%[17]

## Ustrój polityczny
Głową państwa jest król brytyjski Karol III, reprezentowany na wyspach przez Gubernatora. Gubernatorem Wysp Pitcairn jest brytyjski Wysoki Komisarz (ambasador) w Nowej Zelandii, obecnie jest nim Laura Clarke. Ponieważ Wysoki Komisarz nie rezyduje na wyspie, sprawami bieżącymi tradycyjnie zajmował się magistrate, przewodniczący rady wyspy. Po rewizji konstytucji te obowiązki zostały przeniesione w 1999 na burmistrza Pitcairn. Wybory na to stanowisko odbywają się co trzy lata. Od 30 października 2004 burmistrzem był Steve Christian; po aferze dotyczącej wykorzystywania seksualnego nieletnich został on odwołany z funkcji (odmówił dobrowolnego złożenia urzędu). Rada wyspy wybrała na to miejsce jego siostrę, Brendę Christian. Pełniła obowiązki burmistrza od listopada do grudnia 2004, kiedy to odbyły się wybory. Dnia 15 grudnia 2004 na nowego burmistrza wybrano Jaya Warrena. 9 grudnia 2007 został zastąpiony na stanowisku przez Mike’a Warrena. W listopadzie 2013, burmistrzem został Shawn Christian.

## Gospodarka

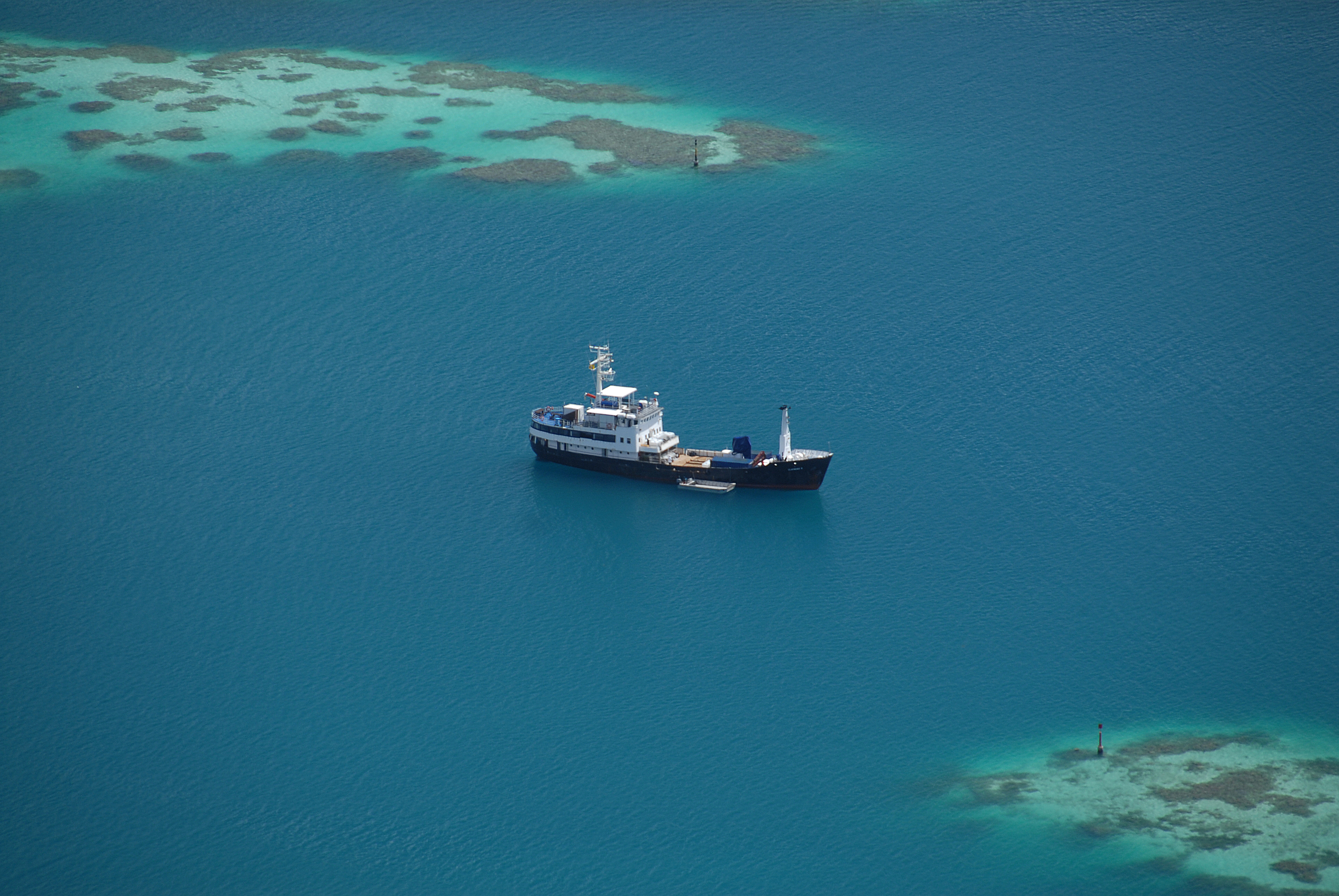
MV Claymore II

Gospodarka wyspy jest uzależniona od pomocy brytyjskiego rządu. Wsparcie w 2012 wyniosła około 5,5 mln dolarów amerykańskich, stanowiąc 90% wpływów budżetowych Pitcairn. Dawniej gdy oczekiwany standard życia mieszkańców był niższy, dochody pokrywały się z wydatkami, a w czasach popularności filatelistyki, administracja wyspy była w stanie stworzyć fundusz, przeznaczony na cięższe czasy. Od około 2004, na skutek afery dotyczącej molestowania nieletnich, wydatki administracyjno-społeczne na wyspie znacznie wzrosły. Składało się na to między innymi sprowadzenie lekarza na wyspę, policjanta oraz asystenta rodziny. Dodatkowo ogromne koszty wiązały się z obsługą procesów sądowych. Z kolei od 2009 największym obciążeniem finansowym dla administracji Pitcairn jest czarter statku, który zapewnia regularne dostawy zaopatrzenia i pasażerów na Pitcairn, w 2012 roczny koszt umowy czarterowej na kursy statku MV Claymore II osiągnął wysokość 2,2 mln $.

### Rolnictwo
Mieszkańcy uprawiają ziemniaki, pomarańcze, ananasy, banany, kokosy, owoce chlebowca oraz prowadzą rybołówstwo. Pozyskane produkty są w większości zużywane na miejscu, a niewielka ich część sprzedawana jest na statkach pasażerskich odwiedzających wyspę. W 1998 rząd brytyjski sfinansował program rozwijania pszczelarstwa na wyspie i od tej pory produkcja miodu pszczelego i jego sprzedaż jest jednym z głównych źródeł dochodów mieszkańców. Miód z Pitcairn jest znany ze swojej czystości, z racji odizolowania wyspy. W 2014 roczna produkcja miodu na wyspie osiągnęła około 5000 litrów.

### Filatelistyka

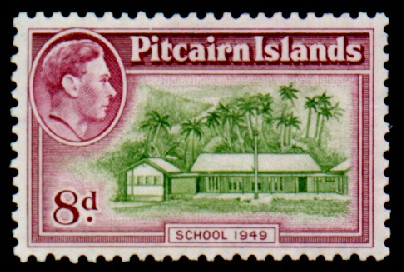
Znaczek z Pitcairn

Pierwszy znaczek z wyspy został wydany 15 września 1940. Do około 1990, sprzedaż znaczków praktycznie w całości pokrywała koszty funkcjonowania administracji Pitcairn i potrzeby mieszkańców. Spadek popularności filatelistyki na świecie, wzrost cen druku oraz transportu sprawił, iż obecnie sprzedaż znaczków pomimo dość wysokiego poziomu przychodów jest na granicy opłacalności.

### Turystyka

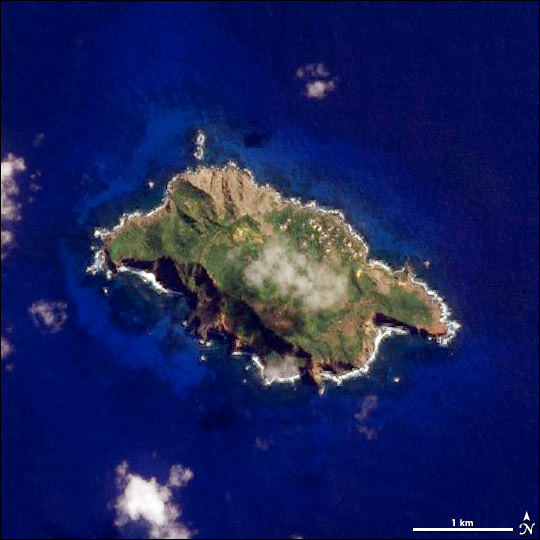
Pitcairn na zdjęciu satelitarnym

Turystyka na wyspie opiera się na dwóch kategoriach turystów. Pierwsza z nich to pasażerowie statków wycieczkowych, które przy dobrej pogodzie decydują się przybić do brzegów Pitcairn. Mieszkańcy zapewniają turystom kilkugodzinne wycieczki quadami po wyspie oraz sprzedają pamiątki. Liczba statków pasażerskich zbliżających się do Pitcairn to około 12 na rok. Druga kategoria dotyczy turystów, którzy decydują się na kilkudniowe pobyty, korzystając z bazy noclegowej na wyspie. Jedyną możliwością dostania się na wyspę jest podróż z Mangarevy wyczarterowanym przez władze Pitcairn statkiem Silver Supporter (do 2019 MV Claymore II). Czasami zdarzają się również mniejsze kilkuosobowe jachty, jednak ze względu na brak możliwości przybicia do brzegów wyspy z powodu niewystarczającej infrastruktury, są to wizyty krótkotrwałe.
Podejmowane były działania mające na celu wybudowanie na wyspie małego hotelu i lotniska. Miało to pomóc zmniejszyć izolację oraz zwiększyć populację wyspy i przychody z turystyki. Inwestycja była uzależniona od pomocy zewnętrznej, jednak wykazano, że gospodarka wyspy jest za mała by zapewnić rentowność dla planowanego lotniska. Od około 2009, dzięki wykorzystaniu Funduszy Europejskich, realizowana jest budowa bardziej dostępnej dla turystów przystani morskiej po zachodniej stronie wyspy, zwanej Tedside Harbour. Przystań osłonięta od wschodnich wiatrów, na które jest narażona obecna przystań w Bounty Bay, poprawiłaby dostępność wyspy dla turystów ze statków wycieczkowych. Obecnie około 1/3 statków, z powodu złych warunków pogodowych, nie umożliwia swoim pasażerom lądowania na Pitcairn.
W 2000 przyznano wyspie domenę internetową .pn.

### Bogactwa naturalne
Na Pitcairn rosną drzewa Thespesia populnea (z rodziny malwowatych), wykorzystywane w rękodzielnictwie. W wyłącznej strefie ekonomicznej sięgającej 370 km od brzegów wysp występują mangan, żelazo, miedź, złoto, srebro i cynk.

### Elektryczność
Na wyspie istnieje sieć elektryczna o napięciu 230 V i częstotliwości 50 Hz. Energię produkują generatory Diesla. Roczne zużycie oleju napędowego waha się pomiędzy 40.000 a 60.000 litrów. Wysokie koszty paliwa sprawiły, że elektryczność jest dostępna jedynie przez 15 godzin w ciągu doby: w godzinach od 7.00 do 22.00. Władze brytyjskie od około 2007 próbowały wyposażyć wyspę w inne źródła energii elektrycznej. Wydano na ten cel około 250.000 funtów, głównie na przygotowanie dokumentacji technicznej. Początkowo planowano zbudowanie farmy wiatrowej, koszty takiej operacji okazały się jednak za wysokie i projekt anulowano w 2013. Z powodu rosnącego zapotrzebowana wyspy na energię elektryczną, rozważa się budowę elektrowni fotowoltaicznej. Mieszkańcy uważają, że zapewnienie elektryczności przez całą dobę może poprawić warunki życia oraz pomóc rozwinąć turystykę.

## Łączność i media

### Poczta
15 października 1940 na wyspie otwarto Pitcairneńskie Biuro Pocztowe, a 1 grudnia tego samego roku na pierwszego poczmistrza wybrano Roya Clarka.

### Telefony
Do 2002 na wyspie działał tylko rządowy telefon satelitarny obsługiwany przez satelity organizacji Inmarsat. W 2002 amerykańska agencja naukowo-badawcza United States Geological Survey w celu wysyłania danych sejsmicznych zainstalowała na wyspie łącze satelitarne, które umożliwiło mieszkańcom bezpośrednią łączność telefoniczną ze światem zewnętrznym.

### Radio i telewizja
Wyspa nie posiada własnej rozgłośni radiowej ani telewizyjnej. Mieszkańcy odbierają zagraniczne stacje radiowe na falach krótkich. Do wyspy dociera sygnał telewizji satelitarnych, jednak infrastruktura dystrybucyjna pozwala na jednoczesną transmisję dwóch kanałów, które są zmieniane cyklicznie na życzenie mieszkańców.

### Internet
Pierwsze łącze internetowe udostępnione przez USGS zapewniało prędkość 19 kb/s. Następnie prędkość była stopniowo zwiększana osiągając 512 kb/s w 2010 oraz 1 Mb/s od 2012. W grudniu 2017, dzięki finansom od rządu brytyjskiego, prędkość osiągnęła 5 Mb/s, dzielone na całą społeczność. Istnieje możliwość korzystania ze stałego łącza co wiąże się z abonamentem w wysokości 120 NZD, czyli w przeliczeniu około 300 PLN.
Dnia 11 listopada 2022 na wyspie zamontowane zostały trzy terminale łączności satelitarnej Starlink znacznie poprawiające dostęp do Internetu na terenie Pitcairn. Znalazły się one w centrum medycznym, komisariacie policji oraz głównym placu w Adamstown.

### Prasa
Na Pitcairn w przeszłości działało kilka niezależnych wydawnictw, nadal funkcjonuje wyłącznie wydawany od kwietnia 1959 miesięcznik „The Pitcairn Miscellany”. Pismo jest dostępne w wersji cyfrowej oraz papierowej i skupia się na relacjonowaniu najświeższych wiadomości z życia wyspy.

## Transport

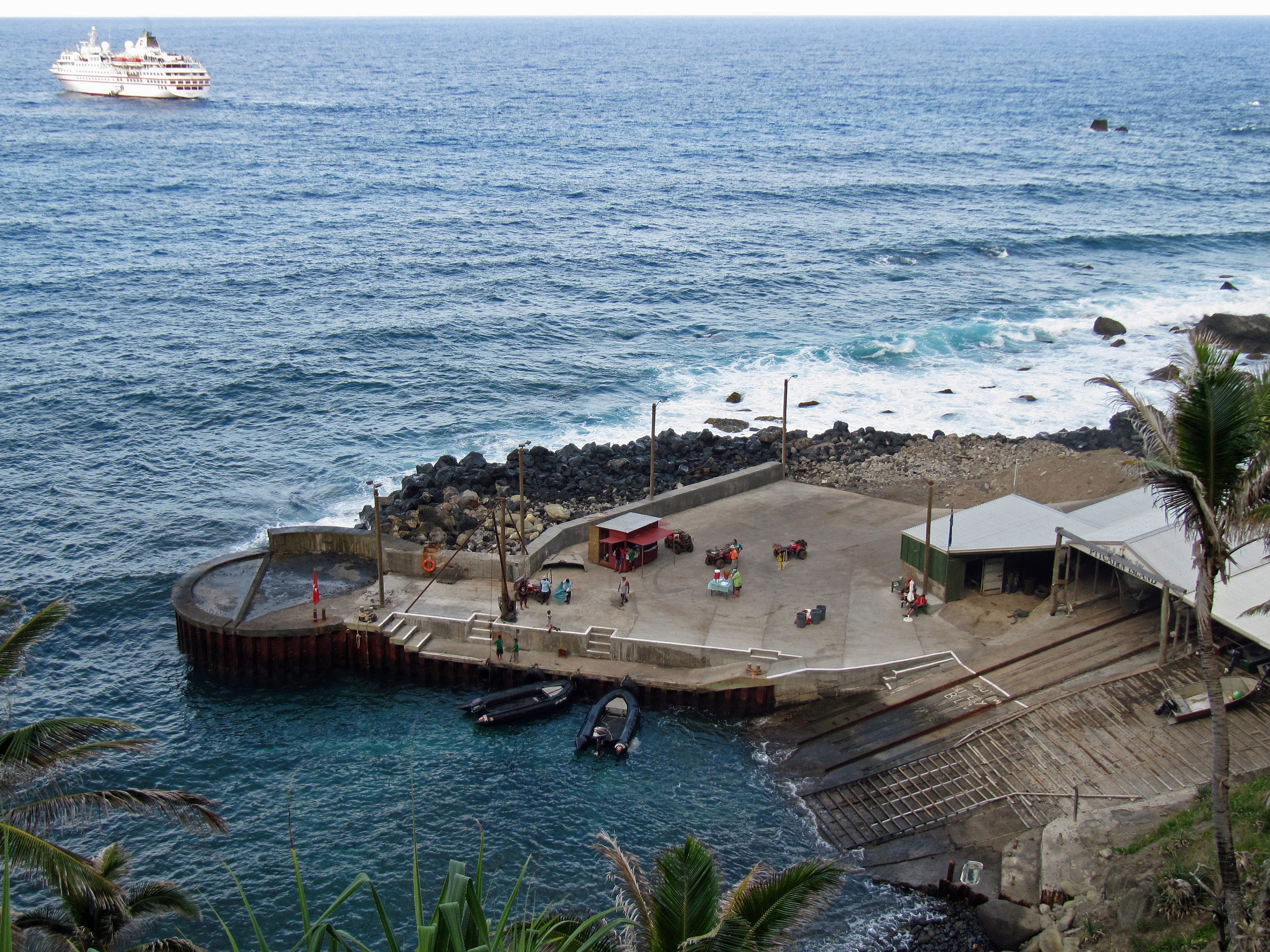
Przystań morska Bounty Bay

Wyspa nie posiada portu morskiego ani lotniska. Towary (oraz pasażerowie) z przepływających statków muszą być rozładowywane na morzu na mniejsze łodzie i dowożone do niewielkiej przystani morskiej. Dzięki pomocy brytyjskiej od 2004  realizowane jest regularne połączenie z portem morskim na wyspie Mangareva. Połączenie do 2019 było realizowane przy użyciu statku MV Claymore II, później zadanie przejęła nowocześniejsza jednostka MV Silver Supporter. Regularne połączenie umożliwia dostarczanie zaopatrzenia na wyspę z Nowej Zelandii (z portu Tauranga) oraz zapewnia komunikację z portem lotniczym Totegegie położonym na Wyspach Gambiera około 500 km na zachód od Pitcairn. Port lotniczy Totegegie jest skomunikowany z międzynarodowym portem lotniczym Faa’a na Tahiti
Na wyspie znajduje się około 15,4 km dróg gruntowych oraz dwa odcinki dróg z nawierzchnią betonową. Najdłuższy około 900-metrowy odcinek drogi betonowej łączy Zatokę Bounty Bay z głównymi budynkami administracji w Adamstown. Około 2014 wybudowano dodatkowo 300-metrowy odcinek drogi przy zachodnim wybrzeżu wyspy zwanym Tedside, który umożliwia dojazd pojazdów do nowo wybudowanej, alternatywnej przystani morskiej. W planach jest budowa odcinka łączącego obydwa fragmenty dróg utwardzonych. Do 2019 mieszkańcy poruszali się po wyspie wyłącznie za pomocą quadów lub pieszo, jednakże wraz ze zwiększeniem możliwości transportowych wynikających z wykorzystania statku Silver Supporter, na wyspę w 2019 dostarczono kilka samochodów terenowych. Większość dróg gruntowych wyspy jest dostępna do wirtualnego spaceru za pomocą internetowej usługi Google Street View.

## Geografia
Wyspy Pitcairn składają się z czterech wysp: Pitcairn (główna wyspa), Henderson, Ducie i Oeno. Wyspa Pitcairn jest pochodzenia wulkanicznego, Henderson jest wyspą koralową, a Ducie i Oeno są atolami. Wyspa Pitcairn otoczona jest rafą koralową, zbudowana jest głównie z bazaltów. Przeważająca część jej powierzchni pokryta jest niewysokimi wzniesieniami o stromych zboczach z najwyższym wzniesieniem Pawala Valley Ridge – 347 m n.p.m. Pozostałe wyspy są na ogół płaskie. Dominują strome i skaliste wybrzeża typu klifowego. Klimat podzwrotnikowy, wilgotny, zmodyfikowany przez wiatry południowo-wschodnie (pasaty), średnia temperatura od 18 °C w sierpniu do 24 °C w lutym, roczna suma opadów wynosi do 2000 mm, z większym nasileniem w okresie od listopada do marca. Naturalną roślinność stanowi las tropikalny, a na wybrzeżach namorzyny, jednak są one znacznie wytrzebione i zachowały się w niewielu miejscach.
Jedyną zamieszkaną wyspą jest wyspa Pitcairn o powierzchni 4,6 km² i gęstości zaludnienia 10 osób na km². Można się na nią dostać łodzią przez Zatokę Bounty. Pozostałe wyspy znajdują się w odległości ponad 100 km.
| Wyspa          | Typ               | Powierzchnia lądu (km²)* | Powierzchnia łącznie (km²) | Liczba ludności (2013) | Współrzędne                                              |
| Ducie          | atol              | 0,7                      | 3,9*                       | –                      | 24°40′09″S 124°47′11″W/-24,669167 -124,786389            |
| Henderson      | wyspa koralowa    | 37,3                     | 37,3                       | –                      | 24°22′01″S 128°18′57″W/-24,366944 -128,315833            |
| Oeno           | atol              | 0,65                     | 16,65*                     | –                      | 23°55′26″S 130°44′03″W/-23,923889 -130,734167            |
| Pitcairn       | wyspa wulkaniczna | 4,6                      | 4,6                        | 56                     | 25°04′00″S 130°06′00″W/-25,066667 -130,100000            |
| Wyspy Pitcairn | grupa wysp        | 43,25                    | 62,45                      | 56                     | od 23°55′26″ do 25°04′00″S, od 124°47′11″ do 130°44′03″W |

* włącznie z rafą i laguną
Obszar łączny wynosi 62,45 km² (w tym lądowy: 43,25 km², laguny: 19,2 km²).